# سزار بلی
سزار بلی (به پرتغالی: César Augusto Belli Michelon) مدافع اهل برزیل است که در شهر Bebedouro و در تاریخ ۱۶ نوامبر ۱۹۷۵ به دنیا آمده‌است.
سزار بلی در تیم‌های فوتبال Portuguesa-SP سابقهٔ حضور دارد.